# Захаровка (Крупський район)
Захарівка (біл. вёска Захараўка) — село в складі Крупського району Мінської області, Білорусь. Село підпорядковане Ухвальській сільській раді, розташоване в східній частині області.